# Икэда, Масуо
Масуо Икэда (яп. 池田 満寿夫, 23 февраля 1934 года — 8 марта 1997 года) — японский живописец, гравёр, иллюстратор, также скульптор, керамист, писатель и режиссёр.

## Биография
Икэда родился в японской семье из Фэнтяня (Маньчжурия), в конце Второй мировой войны семья переехала в Нагано. С целью выучиться на художника Икэда в 1952 году переехал в Токио, но три его попытки поступить в Токийский университет искусств оказались неудачными.
Тем не менее Икэда занялся гравюрой, попав под влияние авангардистской художественной группы из Демократической художественной ассоциации под руководством Ei-Q.
Работы 1956-66 годов считаются одними из лучших в его творчестве, и преимущественно выполнены сухой иглой. В 1958 году Икэда неожиданно выиграл награду Министерства культуры, за год до того приняв участие в первом Токийском международном биеннале гравюр. Масуо Икэда стал первым японским художником, удостоенным отдельной выставки в престижном Нью-Йоркском музее современного искусства. В 1966 году он выиграл Международное Гран-при в области гравюры на 33-м Венецианском кинофестивале, после чего до 1976 года занялся литографией и техникой глубокой печати меццо-тинто. В середине 1970-х им была создана одна из лучших серий гравюр «Фрукты», где составной частью вошли стихотворные строчки.
В 1977 году Икэда получил премию Рюноскэ Акутагавы за роман «Предложение в Эгейском море» (яп. エーゲ海に捧ぐ э:гэкай ни сасагу), отличающийся откровенными эротическими описаниями. В 1979 году на основе этого романа он снял фильм с итальянской порнозвездой Чиччолиной в главной роли. Другой откровенный фильм, снятый Икэдой в 1980 году, — «Homage du».

## Особенности работ
Основная тема творчества Икэды — женский эротизм. Многие его работы сухой иглой не изобилуют красками и абстрактны. Частый фон — синее облачное небо, как в картине «Предательство образов» (1929). Такие картины как «Птицы и женщина» (1960) ближе к жанру карикатуры.
В картинах «Почтение Пикассо» (1982) и «Окно Матисса» (1986) отмечен стиль названных художников, в картине, названной на ромадзи «Sotatsu Sanka (Ten)» («Песнь восхваления небес Сотацу», 1985) сквозит влияние традиционного японского стиля. В некоторых своих поздних гравюрах («Сияющее море», 1986) Икэда близок к творчеству Матисса.

## Память
В честь Икэды Масуо назван художественный музей, находящийся в городе Нагано.